# Leucandra dwarkaensis
Leucandra dwarkaensis är en svampdjursart som beskrevs av Arthur Dendy 1916. Leucandra dwarkaensis ingår i släktet Leucandra och familjen Grantiidae.
Artens utbredningsområde är havet utanför Indien. Inga underarter finns listade i Catalogue of Life.